# Caroline von Terlago
Caroline Gräfin von Terlago (* 16. Dezember 1839 in Rovereto; † 15. August 1916 in Innsbruck) war eine österreichische Dichterin.

## Leben und Werk
Caroline wurde 1839 geboren. Ihr Vater Lothar Graf von Terlago (1796–1865) entstammte einem alten oberitalienischen Adelsgeschlecht. Ihr Kindheit verlebte Caroline in Rovereto, bevor die Familie 1846 nach Wien umsiedelte und sich drei Jahre später in Innsbruck niederließ, da der Vater die Stellung eines Hofrats bei der Statthalterei bezog. Caroline Terlago erhielt über den Privatunterricht ihres jüngeren Bruders Robert (1842–1927) als Mädchen eine überdurchschnittliche Bildung und kam schon früh mit anspruchsvoller Literatur wie Goethe, Dante oder Petrarca in Kontakt. Dieser Umstand führte sie schließlich selbst zum Schrifttum. 1868 übersiedelte die Mutter mit Caroline und ihrer Schwester nach Gmunden. Dort kam sie in Berührung mit der hannoverschen Königsfamilie und Prinzessin Friederike, deren Hofdame sie wurde. Dies führte zu Aufenthalten in der Schweiz und in Frankreich, wo sie in Paris von 1874 bis 1877 gastierte. Während dieser Reisen erschien im Jahre 1875 ihr erster Gedichtband im Wiener Verlag Carl Gerold’s Sohn. Nach der Rückkehr 1877 heiratete sie ihren Cousin aus der Wiener Linie Viktor von Terlago und zog mit ihm nach Unter Sankt Veit bei Wien. Durch die Brieffreundschaft mit dem Schriftsteller Adolf Pichler motiviert, entstand 1885 ein weiterer Gedichtband, der im Verlag Amthor in Gera veröffentlicht wurde.
Nach dem Tod ihres Ehemannes im Juli 1902 kehrte Caroline von Terlago nach Tirol zurück. Sie verlebte ihre letzten Lebensjahre in Hall in Tirol, in Kufstein und in Innsbruck, wo sie im August 1916 im Alter von 76 Jahren verstarb. Ihr Grab befindet sich in der Familiengruft am Hietzinger Friedhof in Wien.

## Schriften (Auswahl)
Bücher
- Gedichte. Lyrik. Carl Gerold’s Sohn, Wien 1875.
- Gedichte. Lyrik. Amthor, Gera 1885. (online)

Anthologien
- Verschiedene Gedichte. In: Bote für Tirol und Vorarlberg. Jg./Nr. 204, 1884 (Extra-Beilage zu Bote für Tirol und Vorarlberg. Unter: Literatur. Kunst und Wissenschaft), S. 1721.
- Verschiedene Gedichte. In: Ambros Mayr (Hrsg.): Tiroler Dichterbuch. Wagner, Innsbruck 1888, S. 241, 242, 242. (mit Kurzbiographie).